# 佐久本嗣男
佐久本 嗣男（さくもと つぐお、1947年12月13日 - ）は、日本の空手家。沖縄県国頭郡恩納村出身。沖縄県立芸術大学第6代学長、劉衛流龍鳳会会長。教士8段。代表的な形はアーナン（安南）。

## 人物
劉衛流4代目宗家 仲井間憲孝に師事し、劉衛流を修める。主な弟子に2020年東京オリンピック金メダリストの喜友名諒や、金城新、上村拓也がいる。他には2020年東京オリンピックにて男女形の解説を務め、全日本空手道連盟ナショナルチーム・コーチである清水由佳がいる。
ワールドゲームズ空手部門・形競技において7連覇の偉業を成し遂げており、この記録はギネスブックに認定されている。